# Frank Wormuth
Frank Wormuth (West-Berlijn, 13 september 1960) is een Duits voormalig profvoetballer en tegenwoordig voetbaltrainer.

## Speler
Frank Wormuth groeide op in Mittelbaden en voetbalde als verdediger voor Offenburger FV. In 1982 werd hij prof bij het in de 2. Bundesliga uitkomende SC Freiburg. In zijn eerste seizoen speelde hij met de latere bondscoach van Duitsland Joachim Löw en kwam tot hij tot 24 wedstrijden en één doelpunt. Na een jaar vertrok hij naar de club uit zijn geboortestad: Hertha BSC, ook uitkomend in de 2. Bundesliga.
Na drie jaar en zeventig wedstrijden voor Hertha BSC in de 2. Bundesliga stopte hij al met het spelen van betaald voetbal en ging hij nog enige tijd door als amateur bij Freiburger FC en FC Denzlingen.

## Speler/coach
Tussen 1993 en 1998 was hij zowel speler als trainer bij FV Nimburg en FC Teningen. Na 1998 stopte hij definitief met voetballen en begon hij zich volledig te focussen op een carrière als trainer. 

## Trainer
Zijn eerste klus als trainer was de rol van assistent van Joachim Löw bij de Turkse topclub Fenerbahçe SK. Een jaar later begon hij aan zijn eerste klus als hoofdtrainer bij SC Pfullendorf in de Regionalliga Süd, waar hij een kleine twee jaar coach was. Hierna was hij korte tijd trainer van FV Ravensburg.
In de voorbereiding op het seizoen 2002/03 stond hij onder contract bij SSV Reutlingen 05. Kort voor het begin van het seizoen werd hij hier ontslagen waarna hij in zowel het seizoen 2002/03 als in het seizoen 2003/04 geen contract had. Voor het seizoen 2004/05 tekende hij een contract bij 1. FC Union Berlin, waar hij echter al gauw, in september 2004, weer werd ontslagen. Ondanks de slechte voorgaande jaren was hij van 1 juli 2005 tot december 2006 trainer van VfR Aalen. 
Vanaf 1 januari 2008 was hij verantwoordelijk voor de opleiding van coaches bij de nationale voetbalbond DFB. Vanaf 2010 was hij ook trainer van het Duitse elftal onder 20. In 2016 stopte hij hiermee om vervolgens na het seizoen 2017/18 helemaal weg te gaan bij de voetbalbond. 

### Heracles Almelo
Op 15 maart 2018 werd bekend dat Wormuth de opvolger van John Stegeman bij Heracles Almelo zou worden. Hier tekende hij een contract tot 2020 met de optie op nog een seizoen. In het seizoen 2021/22 eindigde hij met de club als 16e, waardoor de club veroordeeld werd tot het spelen van de nacompetitie voor degradatie. Een dag na het einde van de reguliere competitie ontsloeg de club hem.

### FC Groningen
In januari 2022 werd bekend dat Wormuth vanaf het seizoen 2022/'23 aan de slag bij gaat FC Groningen. Hij tekende een 3-jarig contract. Op 14 november 2022 werd hij ontslagen door de tegenvallende resultaten. De club stond op dat moment na veertien competitieduels op de vijftiende plaats.